# 庵治町

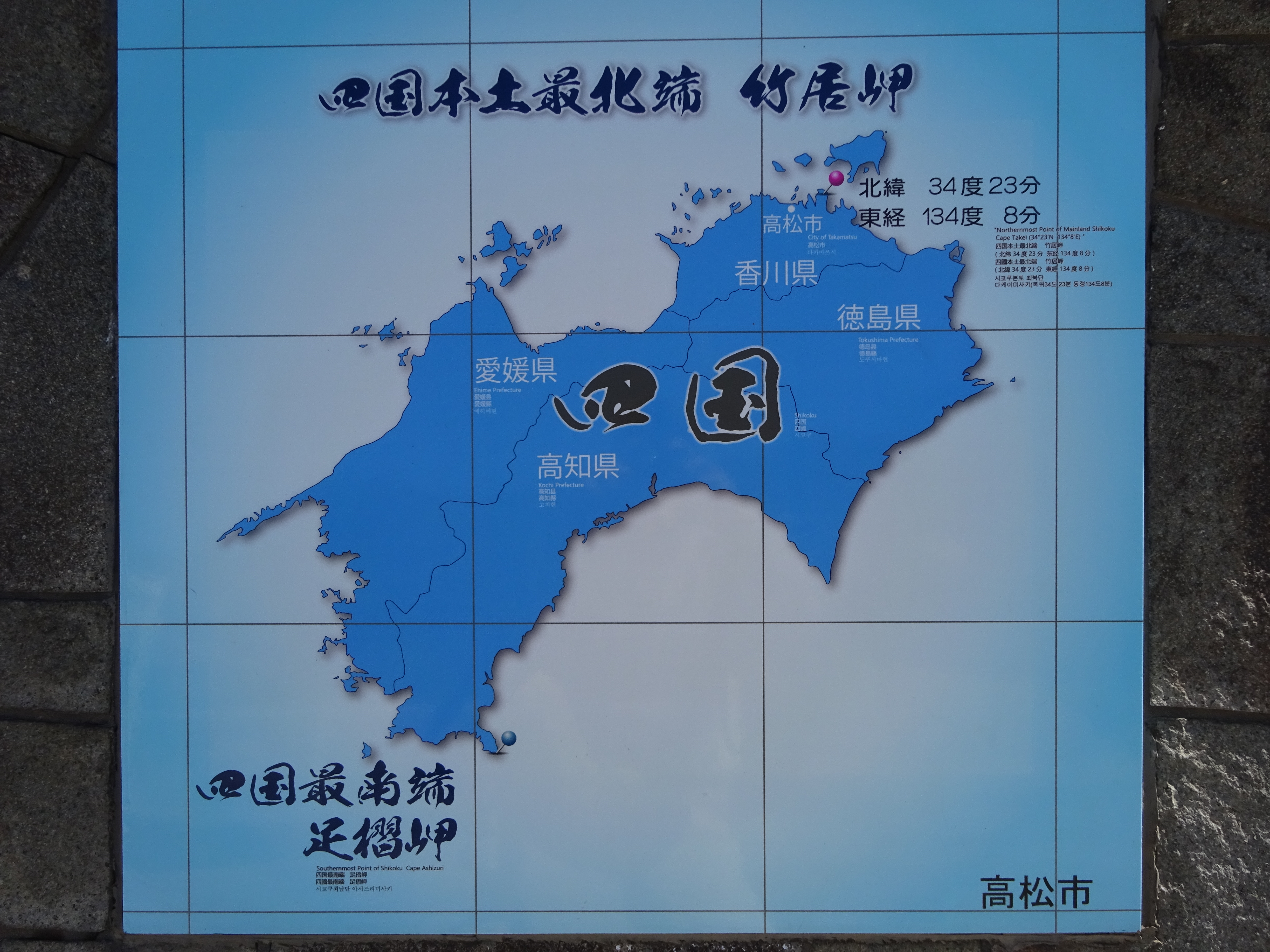
四国本土最北端　竹居岬の説明図

庵治町（あじちょう）は、香川県木田郡にあった町。2006年1月10日、高松市に編入合併し消滅した。庵治の地名の由来については、阿伽井の泉の上にあった石に「阿」の字が刻まれていたことや、葦地の「あし」からきた二つの説がある。
　また、出雲口伝によれば、第15代 応神天皇の皇子である菟道稚郎子が、葛城氏の親族である星川建彦（後の仁徳天皇）の勢力によって宇治で殺害された後、その事件を知った奈良の皇子村に住んでいた菟道稚郎子の皇子と親族が、すぐさま生駒山を越え、船に乗り瀬戸内海を渡り、屋島の東に位置する讃岐国に逃れたとされる。したがって、香川の庵治町は、もとは奈良の庵治町に由来し、讃岐の庵治町に皇子神社（菟道稚郎子を祀る）が創建された理由もそこにあると言えるだろう。皇子神社の祭りである庵治の船祭りもまた、菟道稚郎子（宇治天皇）の殺害に由来しているとされる。

## 地理
- 瀬戸内海国立公園の東中央部、四国本土の最北端（竹居岬）に位置している。
- 山: 五剣山、竜王山、遠見山、立石山、毘沙門山、女体山、大仙山、御殿山
- 河川: 長者川
- 島: 大島、矢竹島、弁天島、兜島、鎧島、稲毛島、高島
- 地区: 才田、浜(濱)、王の下、谷、井谷、北村、中央、宮東、松尾、馬治、地頭名、原の内、湯谷、新開、丸山、久通、江の浜、竹居、笹尾、鎌野、篠尾、高尻、生きの国
自然村の庵治村が単独で村制を敷き、高松市に編入合併されるまで廃置分合を経験していないため、町内全域に大字がない。そのため郵便番号は町内全域で761-0130となっている。

### 人口
| \| 1920年（大正9年） \| 5,325人 \| \| \| 1925年（大正14年） \| 5,723人 \| \| \| 1930年（昭和5年） \| 6,324人 \| \| \| 1935年（昭和10年） \| 6,580人 \| \| \| 1940年（昭和15年） \| 6,532人 \| \| \| 1947年（昭和22年） \| 8,341人 \| \| \| 1950年（昭和25年） \| 8,636人 \| \| \| 1955年（昭和30年） \| 8,551人 \| \| \| 1960年（昭和35年） \| 8,139人 \| \| \| 1965年（昭和40年） \| 7,963人 \| \| \| 1970年（昭和45年） \| 7,710人 \| \| \| 1975年（昭和50年） \| 7,974人 \| \| \| 1980年（昭和55年） \| 7,914人 \| \| \| 1985年（昭和60年） \| 7,786人 \| \| \| 1990年（平成2年） \| 7,583人 \| \| \| 1995年（平成7年） \| 7,136人 \| \| \| 2000年（平成12年） \| 6,663人 \| \| \| 2005年（平成17年） \| 6,121人 \| \| \| 2010年（平成22年） \| 5,640人 \| \| \| 2015年（平成27年） \| 5,086人 \| \| |         |  |
| 総務省統計局 / 国勢調査（2015年） |         |  |
| 1920年（大正9年） | 5,325人 |  |
| 1925年（大正14年） | 5,723人 |  |
| 1930年（昭和5年） | 6,324人 |  |
| 1935年（昭和10年） | 6,580人 |  |
| 1940年（昭和15年） | 6,532人 |  |
| 1947年（昭和22年） | 8,341人 |  |
| 1950年（昭和25年） | 8,636人 |  |
| 1955年（昭和30年） | 8,551人 |  |
| 1960年（昭和35年） | 8,139人 |  |
| 1965年（昭和40年） | 7,963人 |  |
| 1970年（昭和45年） | 7,710人 |  |
| 1975年（昭和50年） | 7,974人 |  |
| 1980年（昭和55年） | 7,914人 |  |
| 1985年（昭和60年） | 7,786人 |  |
| 1990年（平成2年） | 7,583人 |  |
| 1995年（平成7年） | 7,136人 |  |
| 2000年（平成12年） | 6,663人 |  |
| 2005年（平成17年） | 6,121人 |  |
| 2010年（平成22年） | 5,640人 |  |
| 2015年（平成27年） | 5,086人 |  |

## 歴史
- 1890年（明治23年）2月15日 - 町村制施行に伴い、山田郡庵治村が単独で自治体を形成。
- 1899年（明治32年）4月1日 - 所属が木田郡に変更となる。
- 1968年（昭和43年）4月1日 - 町制施行により庵治町となる。
- 1978年（昭和53年）4月1日 - 町章を制定する[3]。
- 2006年（平成18年）1月10日 - 高松市に編入。同日庵治町廃止。

平成の大合併
- 高松市と2006年1月10日に編入合併する予定で、合併協定書に調印したが隣接する牟礼町が2005年3月23日の町議会で合併関連議案を否決したため、飛び地合併を懸念して庵治町議会でも3月23日に否決したものの、3月31日の臨時町議会で一転して可決し、合併特例法の適用を受ける合併にこぎつけた。（その後、牟礼町も合併することになり、同時に合併した。）この合併により、旧山田郡は全域が高松市の一部となった。

## 産業
- 石材業（庵治石を算出する）
- 農業
- 漁業

## 姉妹都市・提携都市
姉妹都市・提携都市はない。

## 交通

### 鉄道
町内にはない。

### 路線バス
- ことでんバス庵治線

### 道路
- 高速道路
  - 町内を走る高速道路：なし
- 一般国道
  - 町内を走る一般国道：なし
- 県道
  - 主要地方道
    - 香川県道36号高松牟礼線

## 地域

### 教育
町内には高等学校は設置されなかった。
保育所
- 町立庵治保育所

幼稚園
- 町立庵治幼稚園

小学校
- 庵治町立庵治小学校
- 庵治町立庵治第二小学校

中学校
- 庵治町立庵治中学校

大学・短期大学
- 国立香川大学農学部附属浅海域環境実験実習施設

### 医療
- 国立療養所大島青松園 - ハンセン病の療養施設

## 観光地

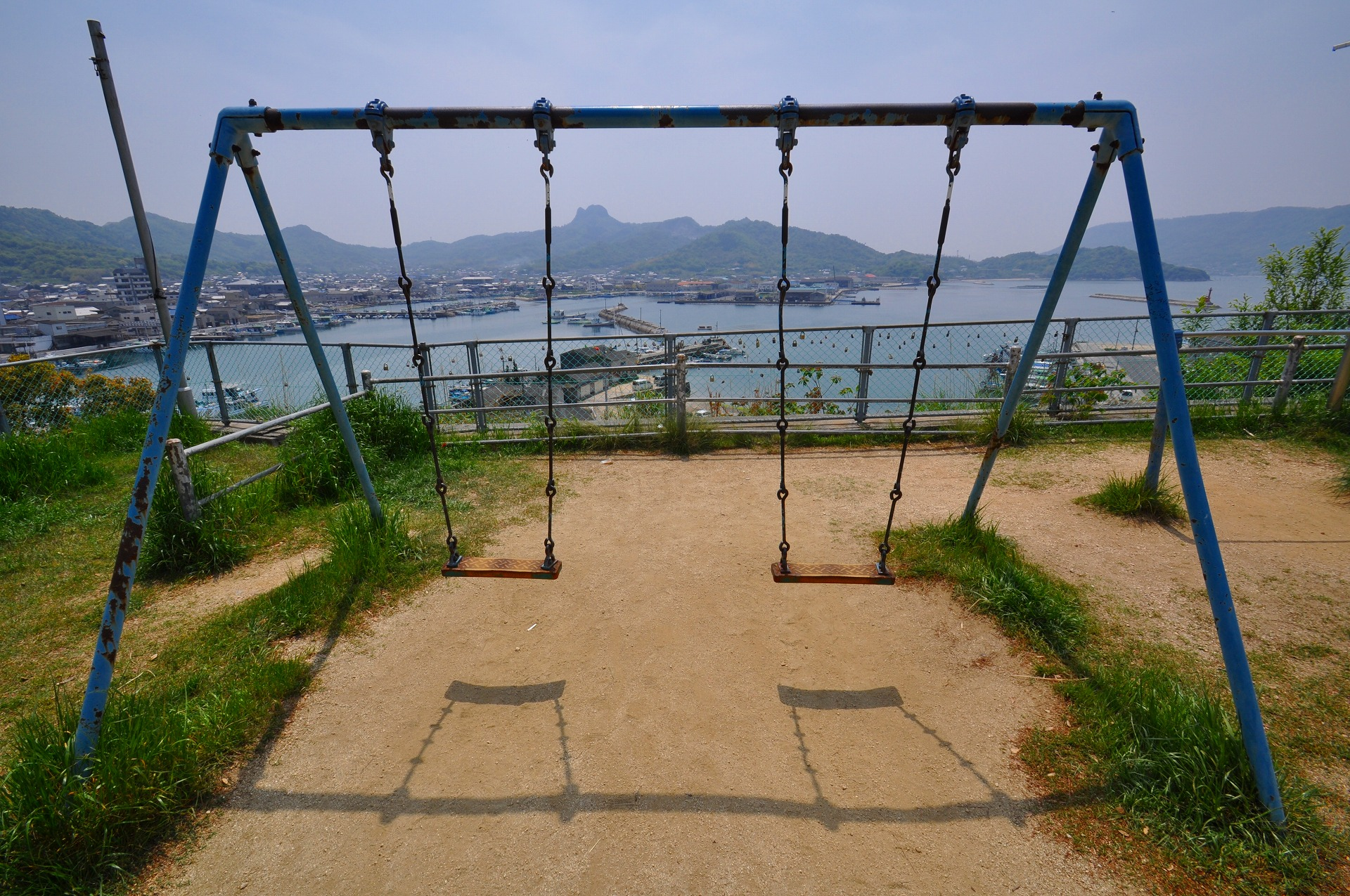
皇子神社のブランコ

- 皇子神社[4]・御殿山（ごてんやま）園地[5]
映画「世界の中心で、愛をさけぶ」のロケ地（ブランコに乗ってサクとアキが祖父の恋愛について話す場所）のひとつで、庵治の街並みを見下ろすことができる。金網には恋人や若い女性が恋愛の願い事を祈願した南京錠がつけられており、新たな縁結びの聖地として神社は歓迎している。
- 純愛の聖地庵治・観光交流館[6][7]
- 城岬（しろばな）公園[8]
- あじ竜王山公園[7][9][10]
- 竹居岬

- 歯ART美術館[4]
- 庵治温泉[4]
- 庵治町創造の森
- 太鼓の鼻オートキャンプ場
- 船隠し（船かくし）

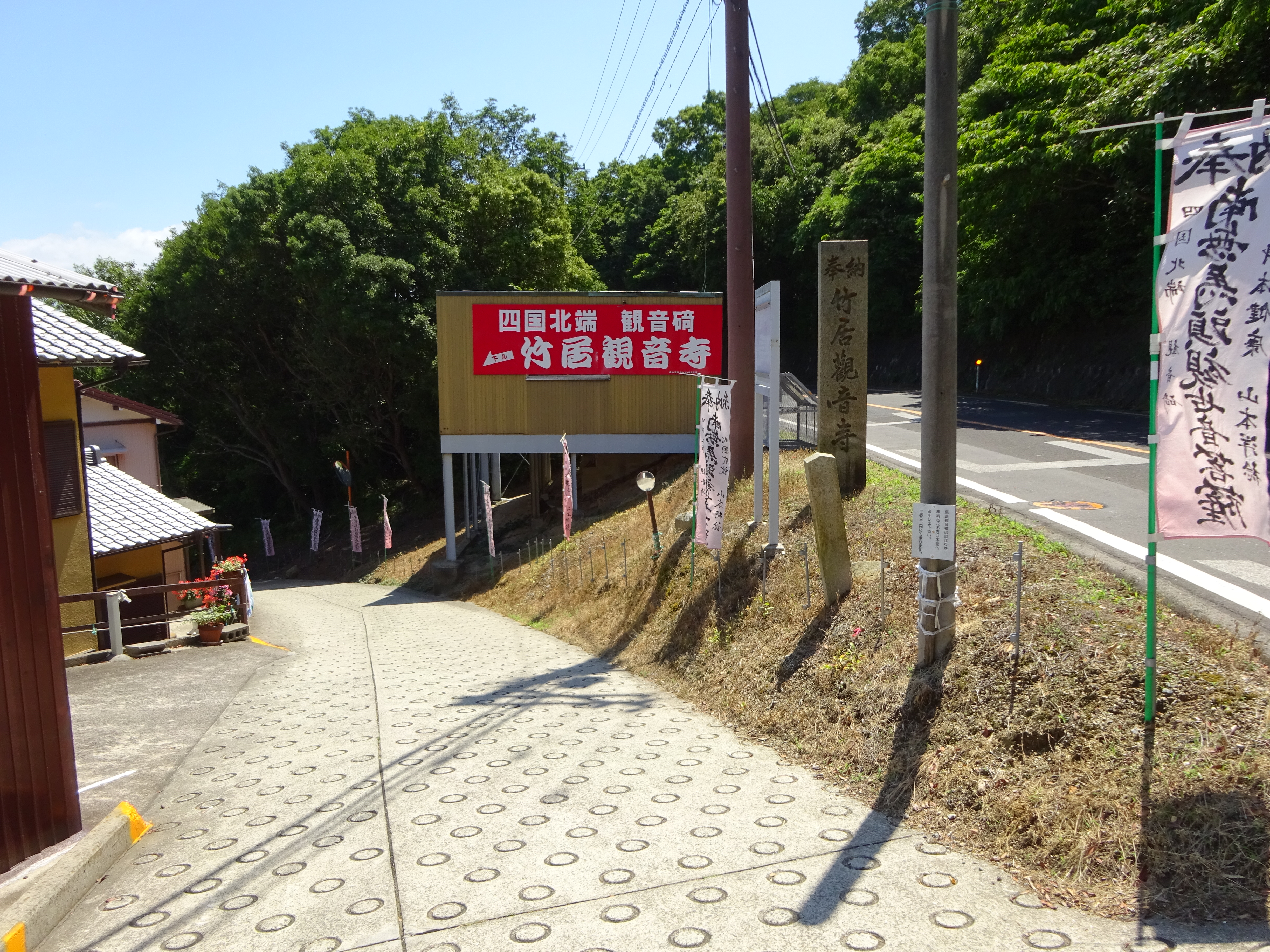
竹居岬の入口

　（源平合戦の時に、平家が源氏に見えないように500隻以上の兵船を隠した場所）
- 海水浴場
江の浜海水浴場
笹尾海水浴場
鎌野海水浴場
篠尾海水浴場
高尻海水浴場
- 皇子神社まつり（夏）

　（庵治の船祭り・・・平成２１年６月２６日に香川県指定文化財に指定）
- 竹居観音まつり（夏）
- 桜八幡神社まつり（秋）
- 住吉神社まつり（秋）

## 出身有名人
- 桂福枝（落語家）
- 中村悠一（声優）[11]